# Лю Чжундэ
Лю Чжундэ (кит. трад. 劉忠德, упр. 刘忠德, пиньинь Liú Zhōngdé; 5 мая 1944, Цзиань, Маньчжоу-го — 25 мая 2012, Пекин, КНР) — китайский политик, Министр культуры КНР (1993—1998), председатель Подкомитета образования, науки, культуры, здравоохранения и спорта НПКСК (1998—2003), член ЦК КПК (1992—2002).

## Биография
Родился 5 мая 1933 года в уезде Цзиань провинции Фэнтянь в Маньчжоу-го (сейчас — провинция Гирин КНР).
В 1948 году присоединился к Северо-Восточному демократическому союзу молодежи и стал учиться в лётной школе северо-восточного отделения НОАК в Муданьцзяне.
В 1953 году поступил на Строительный факультет Харбинского политехнического университета. В 1958 году вступил в КПК. В 1959 году окончил университет и остался в нём работать.
С 1978 года преподавал в Инженерном институте Нанкина, с 1982 года как доцент.
С 1985 года — заместитель Министра Государственной комиссии по образованию.
В 1987 году был делегатом XIII съезда Коммунистической партии Китая.
Член НПКСК 7 созыва (1988—1993). Член постоянного комитетв НПКСК 9 и 10 созывов (1998—2008).
Заместитель генерального секретаря Государственного совета КНР с 1988 по 1990 год.
С 1990 по 1998 год — заместитель заведующего Отдела пропаганды ЦК КПК.
С 1992 по 2002 год — член ЦК КПК.
С 1992 по 1993 год — и. о. Министра культуры КНР; с 1993 по 1998 — Министр культуры.
С 1998 по 2003 год — председатель Подкомитета образования, науки, культуры, здравоохранения и спорта НПКСК.
Скончался 25 мая 2012 года в Пекине.